# Arbitraje de diferencias inversor-estado
El arbitraje de diferencias estado-inversor (conocido por ISDS del inglés Investor-state dispute settlement) es un instrumento de derecho internacional público, que otorga a un inversor extranjero el derecho a iniciar un procedimiento de arbitraje de diferencias contra un gobierno extranjero (el "estado anfitrión"). 
Las disposiciones que prevén la ISDS se encuentran en un gran número de tratados bilaterales de inversión, entre las empresas privadas y los Estados, el arbitraje de diferencias puede llevar a un Estado a tribunales internacionales, en algunos acuerdos comerciales internacionales, como el capítulo 11 del Tratado de Libre Comercio de América del Norte y en los acuerdos internacionales de inversión, tales como el Tratado sobre la Carta de la Energía. 
Si un inversor extranjero de un país "A" ("Estado de origen") invierte en el país "B" ("Estado Receptor"), ambos de los cuales han acordado la ISDS, y el estado anfitrión viola los derechos reconocidos a los inversores en virtud de una ley internacional pública, entonces este inversor puede someter el asunto a un tribunal arbitral internacional. 
Mientras la ISDS se asocia a menudo con el arbitraje bajo las reglas del CIADI (Centro Internacional de Arbitraje de Diferencias relativas a Inversiones del Grupo del Banco Mundial). El ISDS, de hecho, a menudo se lleva a cabo bajo los auspicios de los tribunales arbitrales internacionales que se rigen por diferentes normas o instituciones, como el Tribunal de Londres de Arbitraje Internacional, la Cámara de Comercio Internacional, el Centro de arbitraje Internacional de Hong Kong o el Reglamento de Arbitraje de la CNUDMI.